# Cyclosorus marquesicus
Cyclosorus marquesicus là một loài dương xỉ trong họ Thelypteridaceae. Loài này được Lorence & A.R.Sm. mô tả khoa học đầu tiên năm 2011.
Danh pháp khoa học của loài này chưa được làm sáng tỏ. 